# 巨勢竜也
巨勢 竜也（こせ たつや、2003年2月6日 - ）は、日本の俳優(元子役)、映像プロデューサーである。

## 来歴・人物
- 4歳の頃からスマイルモンキーに所属し、子役として多数のテレビドラマや映画、CMなどに出演。[3]
- 6歳の時に知人の影響で写真と映像の世界に魅了されたのを機に、高校3年生の夏から本格的にカメラを覚えて映像の道を志す。[3]
- 2023年現在、役者としての活動を続ける傍ら複数の企業で映像プロデューサーとしても活動し[3]、CM・PV・MusicVideo・YouTube動画・商業映画・地上波ドラマの制作、撮影、編集などを行っている。

## 出演

### テレビドラマ
- 佐々木夫妻の仁義なき戦い 第10話（2008年、TBS） - 佐々木明日 役
- ママはニューハーフ（2009年、テレビ東京） - 田島清人 役
- 筆談ホステス 〜母と娘、愛と感動の25年。届け!わたしの心〜（2010年、TBS） - 斉藤悟志（幼少） 役
- コード・ブルー -ドクターヘリ緊急救命- 2nd season（2010年、フジテレビ） - 奥田友則 役
- 絶対零度〜未解決事件特命捜査〜 第7話（2010年、フジテレビ） - メロンパンの男の子 役
- 浅見光彦シリーズ30回記念作品 化生の海（2011年9月19日、TBS） - 三井所剛史（幼少） 役
- BS時代劇（NHK BSプレミアム）
  - 塚原卜伝（2011年） - 塚原新右衛門（幼少） 役
  - 陽だまりの樹（2012年） - 手塚太郎 役
- おトメさん（2013年、テレビ朝日） - 梶原正樹 役
- Woman（2013年、日本テレビ） - 蒲田直人 役
- ウルトラマンギンガS 第4話（2014年、テレビ東京） - サッカー少年 役
- おそろし〜三島屋変調百物語（2014年、NHK BSプレミアム） - 藤吉（幼少） 役

### 映画
- カフェ代官山II〜夢の続き〜（2008年10月） - 石川楽（幼少） 役
- ヒーローショー（2010年） - 健太 役
- EDEN（2012年） - 蘭丸の息子 役
- 俺はまだ本気出してないだけ（2013年）
- 百瀬、こっちを向いて。（2014年） - 百瀬亘 役
- 想いのこし（2014年） - 笠原幸太郎 役
- 信長協奏曲（2016年） - 羽柴秀吉（幼少） 役
- 追憶（2017年） - 田所啓太（幼少） 役

### CM
- 三菱電機 トレインビジョン つい目がいく男の子篇（2012年）
- 味の素 「ガリバタチキン」（2010年）

### PV
- HY「あなたを想う風」（2014年）

## プロデュース作品

### MV
- にじさんじ 叶「わたしのリンゴ」（2023年）-メインPM
- にじさんじ 叶「How Much I Love You」（2023年）-メインPM
- にじさんじ 叶「minority」（2023年）-メインPM
- miwa「月が綺麗ですね」（2023年）-メインPM
- むﾄ「愛故」（2023年）-メインPM
- OHL「0」Performance Video（2023年）-プロデューサー
- 月刊PAM「春の夜に月と泳ぐ」（2024年）-メインPM
- 月刊PAM「遠い部屋」（2024年）-メインPM
- ヒトゴト feat.Kento Nakajima「HITOGOTO」（2024年）-メインPM
- 中島健人「PICARESQUE」（2024年）-メインPM
- CLAN QUEEN「TOYS」（2024年）-プロデューサー
- CLAN QUEEN「PSIREN」（2024年）-プロデューサー

### CM
- 株式会社ヨックモック「YOKU MOKU 春夏ギフト」（2024年）-メインPM
- 大塚製薬「エクエル -ずっと探してたもの secret story of EQUELLE」（2024年）-メインPM
- tsumiki証券（2024年）-メインPM

### ドラマ
- 夫を社会的に抹殺する5つの方法（2024年 テレビ東京）-制作進行
- Solliev0（2024年 テレビ神奈川）-制作進行
- ドラマ24 「君が獣になる前に」（2024年 テレビ東京）-制作進行
- ドラマストリーム「さっちゃん、僕は。」（2024年 テレビ東京）-制作進行
- 憧れだった芸能の世界は（2024年 Bump配信）-制作担当
- 東京彼女11月号「僕らの逃避行」（2024年 YouTubeドラマ）-制作進行

### 映画
- 静かなるドン2（2024年）-制作進行
- SOUND of LOVE（2024年）-制作進行
- The INVESTOR（2024年）-アシスタントプロデューサー